# Station Ostrów Mazowiecka Miasto
Station Ostrów Mazowiecka Miasto is een spoorwegstation in de Poolse plaats Ostrów Mazowiecka.